# Michel Ngonge
Félix-Michel Ngonge (né le 17 août 1967 à Huy dans la province de Liège) est un footballeur international congolais (RDC), qui évoluait au poste d'attaquant et de milieu de terrain.

## Biographie

### Carrière en club
Michel Ngonge évolue en Belgique, en Turquie, en Angleterre et en Écosse.
Il dispute 239 matchs dans les championnats de première et deuxième division, inscrivant 53 buts. Il réalise sa meilleure performance lors de la saison 1995-1996, où il inscrit 14 buts dans le championnat de Belgique avec le club du KRC Harelbeke.
Au sein des compétitions européennes, il prend part à trois rencontres en Coupe de l'UEFA.

### Carrière en sélection
Avec l'équipe du Zaïre puis de la RDC, il joue entre 1996 et 2000.
Il figure dans le groupe des sélectionnés lors des Coupes d'Afrique des nations de 1996 et de 2000. Lors de la CAN 1996, il joue un match contre le Gabon. Lors de la CAN 2000, il joue deux matchs, contre l'Algérie et l'Afrique du Sud. Il atteint les quarts de finale de la CAN en 1996.
Il joue également deux matchs comptant pour les tours préliminaires de la coupe du monde 1998.

## Palmarès
| Racing Jet de Bruxelles - Tour final de Division 2 (1) : - Vainqueur : 1985-1986 | RFC Sérésien - Championnat de Belgique D3 (1) : - Champion : 1990-91. | Louviéroise - Championnat de Belgique D3 (1) : - Champion : 1993-94. |